# UEリャゴステラ
ウニオ・エスポルティーバ・リャゴステラ (スペイン語: UE Llagostera) は、スペイン・リャゴステラに本拠地を置くサッカークラブ。現在はプリメーラ・ディビシオンRFEFに所属している。

## タイトル

### 国内タイトル
- セグンダ・ディビシオンB
  - (1)：2013-14
- テルセーラ・ディビシオン
  - (1)：2010-11

### 国際タイトル
なし

## 歴代所属選手
- セルヒオ・レオン 2014-2015
- フアンヘ 2014-2016
- アルトゥーロ・ロドリゲス 2015
- エドゥアルド・オリオール 2016
- ピトゥ 2017-
- ハビ・チカ 2017-